# Bettadur, Manvi
Bettadur là một làng thuộc tehsil Manvi, huyện Raichur, bang Karnataka, Ấn Độ.